# Novembre 1793

## Événements
- 2 novembre (12 brumaire an II) : bataille d'Ernée.

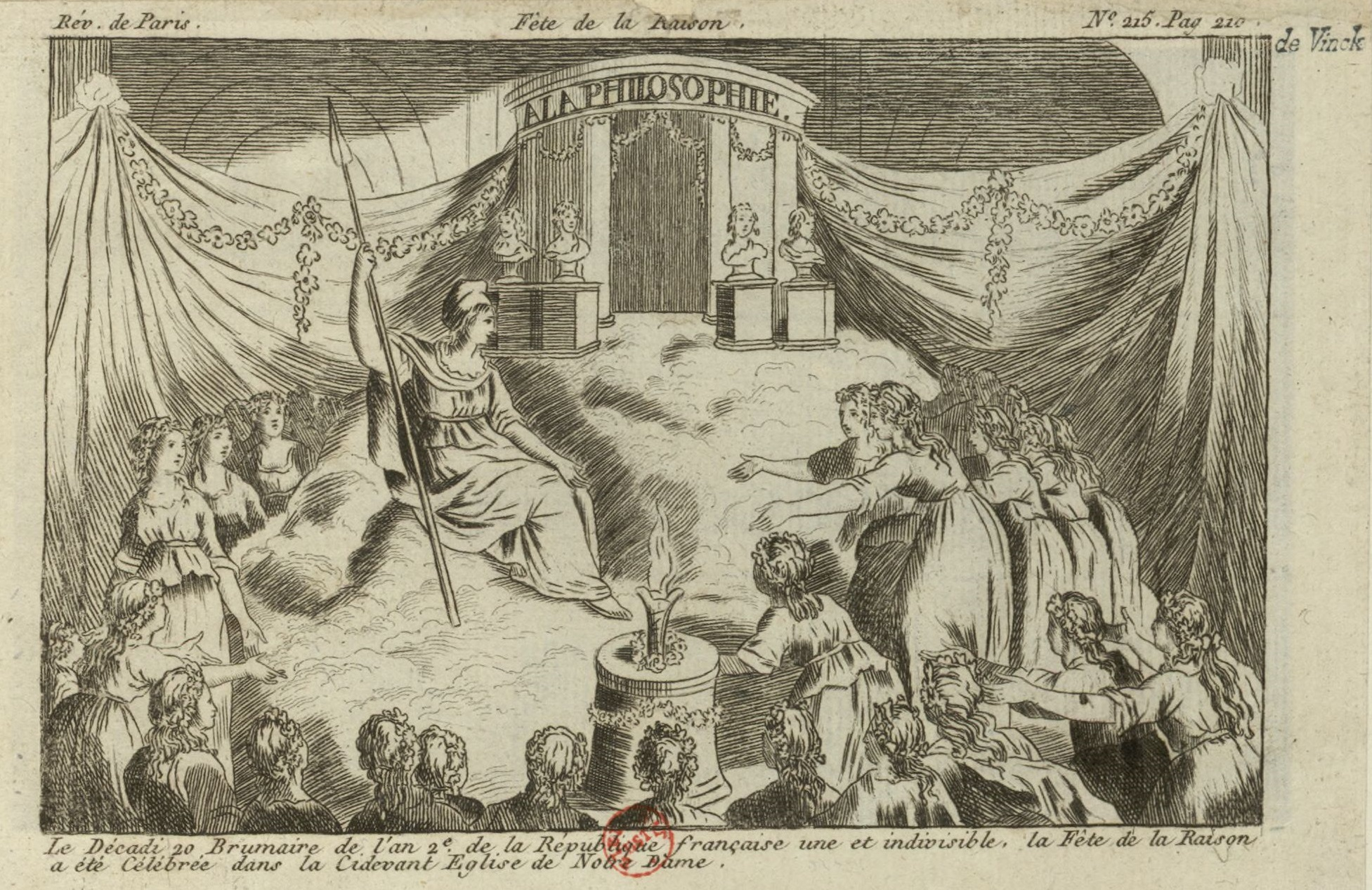
10 novembre : Fête de la Raison

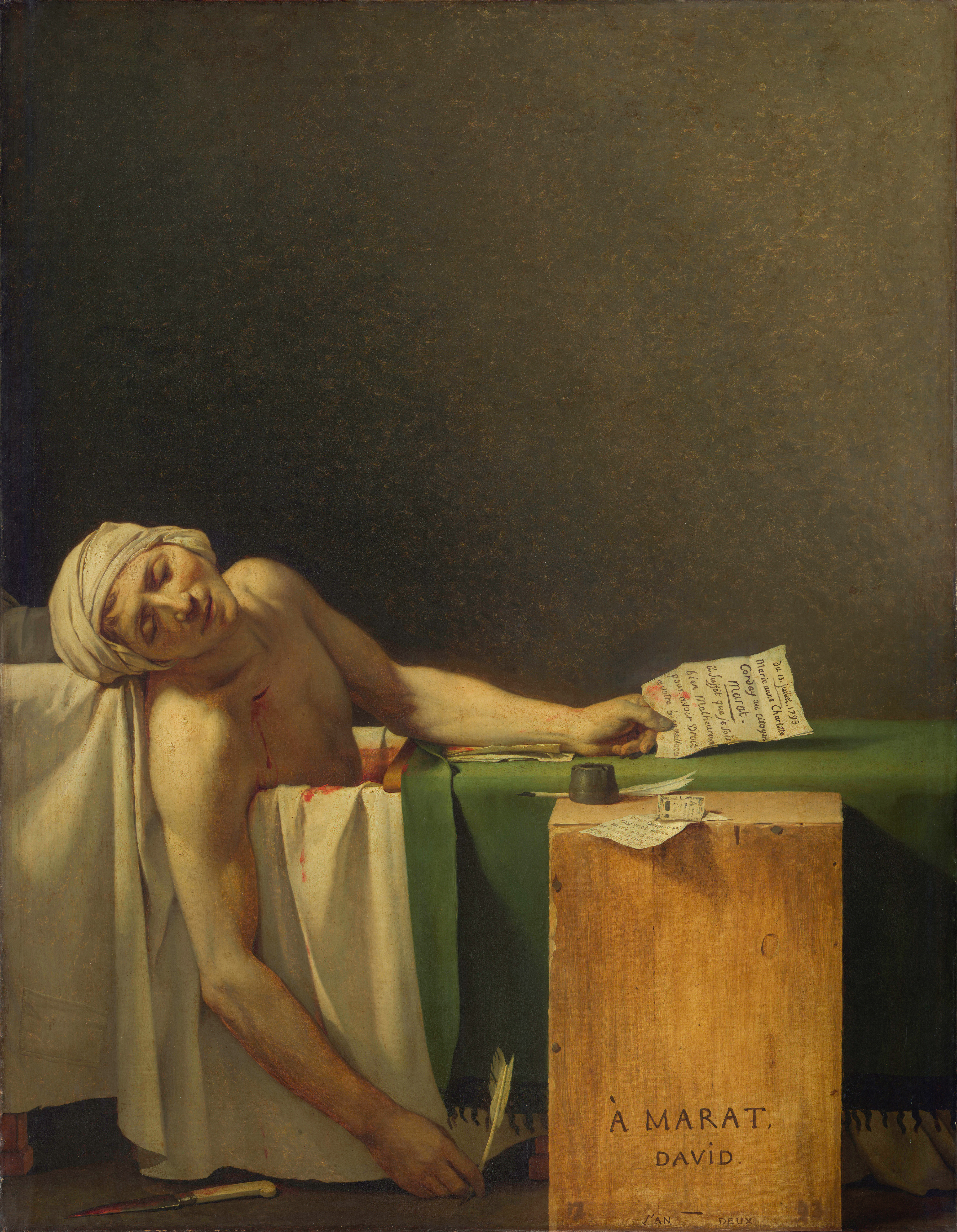
14 novembre : La Mort de Marat de David est offert à la Convention.

- 3 novembre (13 brumaire an II) : bataille de Fougères.
- 6 novembre (16 brumaire an II) : exécution de Louis-Philippe d'Orléans dit Philippe Égalité par guillotine.
- 8 novembre (18 brumaire an II), France : exécution de Madame Roland.
- 8 ou 12 novembre (18 ou 22 brumaire an II), France : décret sur le tutoiement obligatoire, Interdiction du vouvoiement, en France.
- 10 novembre (20 brumaire an II), France : Chaumette organise le culte de la Raison dans la cathédrale Notre-Dame de Paris.
- 12 novembre (21 brumaire an II), France : exécution de Bailly, premier maire de Paris.
- 14 novembre (24 brumaire an II) : siège de Granville.
- 15 - 16 novembre (25 - 26 brumaire an II) : bataille de Farinole
- 18 (28 brumaire an II) : bataille de Pontorson.
- 18 - 30 novembre (28 brumaire - 10 frimaire an II) : victoire prussienne à la bataille de Kaiserslautern[1].
- 19 novembre (29 brumaire an II) : Convention des jacobins écossais à Édimbourg[2]. Soulèvements en Écosse (1793-1794) brutalement réprimés. Répression accrue des mouvements radicaux en Grande-Bretagne.
- 20 et 22 novembre (30 brumaire et 2 frimaire an II) : bataille de Dol.
- 21 novembre (1 Frimaire an II) : Robespierre s'oppose à l'exécution de Madame Elisabeth (sœur de Louis XVI), s'opposant ainsi à Hébert, qui demandait qu'elle soit guillotinée.
- 23 novembre (3 frimaire an II), France :
  - La Commune de Paris, sur la recommandation de Chaumette, ordonne la fermeture des églises catholiques de la capitale.
  - Combat d'Ambon.
  - Combat de Trébiguet.
- 24 novembre (4 frimaire an II) : en France :
  - la Convention publie le calendrier républicain, qui remplace le calendrier grégorien. Par décret, l'« ère vulgaire » est abolie pour les usages civils et ce décret définit le 22 septembre 1792 comme étant le premier jour de l'« ère des Français »[3].
  - Fermeture des églises en France.
- 25 novembre (5 frimaire an II) :
  - combat de Coëtbihan.
  - Bataille de Rouans.
- 27 novembre (7 frimaire an II) : Bataille de La Garnache;
- 28 au 30 novembre (8 au 10 frimaire an II) : bataille de Kaiserslautern

## Naissances
- 3 novembre : Stephen Fuller Austin, né en Virginie, (décédé le 27 décembre 1836), surnommé le Père du Texas, mena la deuxième colonisation de cette région des États-Unis actuels en faisant venir des migrants américains, alors que le Texas appartenait au Mexique.
- 8 novembre (18 brumaire an II) : Antoine Chazal, peintre et graveur français († 12 août 1854).
- 11 novembre : Robert Edmond Grant (mort en 1874), zoologiste britannique.
- 15 novembre (25 brumaire an II) : Michel Chasles (mort en 1880), mathématicien français.
- 16 novembre : Francis Danby, peintre irlandais († 9 février 1861).
- 30 novembre : Johann Lukas Schönlein (mort en 1864), médecin allemand.

## Décès
- 3 novembre (13 brumaire an II) : Olympe de Gouges, théoricienne du féminisme, guillotinée pour avoir pris la défense de Louis XVI (° 7 mai 1748).
- 8 novembre (18 brumaire an II) : Madame Roland, inspiratrice des Girondins, guillotinée. Elle a rédigé ses Mémoires en prison.
- 12 novembre (22 brumaire an II) : Jean Sylvain Bailly guillotiné sur ordre du tribunal révolutionnaire, astronome, homme politique et académicien français (fauteuil 31) (° 15 septembre 1736)
- 23 novembre (3 frimaire an II) : Claude Antoine Capon de Château-Thierry, général de la Révolution française guillotiné (° 13 juillet 1722).